# Флінт Таун Юнайтед
Футбольний клуб «Флінт Таун Юнайтед» (валл. Flint Town United Football Club, англ. Flint Town United Football Club) — валлійський професіональний футбольний клуб з Флінта.

## Історія
Заснований в 1886 році. У сезоні 1890–91 клуб вийшов до фіналу Кубку Уельсу серед аматорських команд, де поступився «Рексем Вікторія» 1–4.
До 1909 року команда виступала на аматорському рівні.
У 1920–30-х роках продовжив ситупи на аматорському рівні, а у 1925 дійшов до фіналу професіонального Кубку Уельсу, де поступився «Рексему» 1–3. На початку 1930-х «Флінт» двічі вигравав аматорський Кубок Уельсу.
У період з 1930-х та до середини 40-х «Флінт Атлетик» виступав спочатку у Валлійській національній лізі (Північ), а пізніше грав в англійській Західно-Чеширській лізі. 
Після Другої світової війни об'єднались два клуби «Флінт Таун» та «Флінт Атлетик» під ім'ям першого клубу. Піковим став для цього клубу 1954 коли вони здобули Кубок Уельсу. Надалі команда поступово втратила позиції та опустилась до аматорського рівня, де виступала до сезону 1988–89.
У 90-х роках валлійський футбол зазнав певних змін. У 1993 клуб був одним із засновників Ліги Уельсу. Після п'яти років виступів у якій «Флінт Таун» не маючи спонсорської допомоги втратив своє місце в лізі.
До сезону 2019–20 клуб виступав у Лізі Альянсу Кімру, фінішувавши на другому місці за підсумками чемпіонату «Флінт Таун Юнайтед» отримав право виступати в прем'єр-лізі. Після трьох сезонів клуб вибув з ліги посівши передостаннє місце.
Через сезон клуб повернувся до вищого дивізіону, де за підсумками змагань посів дев'яте місце.

## Досягнення
- Переможець Кубку Уельсу (1): 1954